# Villa General Roca
Pour les articles homonymes, voir Roca.
Villa General Roca est une localité de la province de San Luis, en Argentine, et le chef-lieu du département de Belgrano.

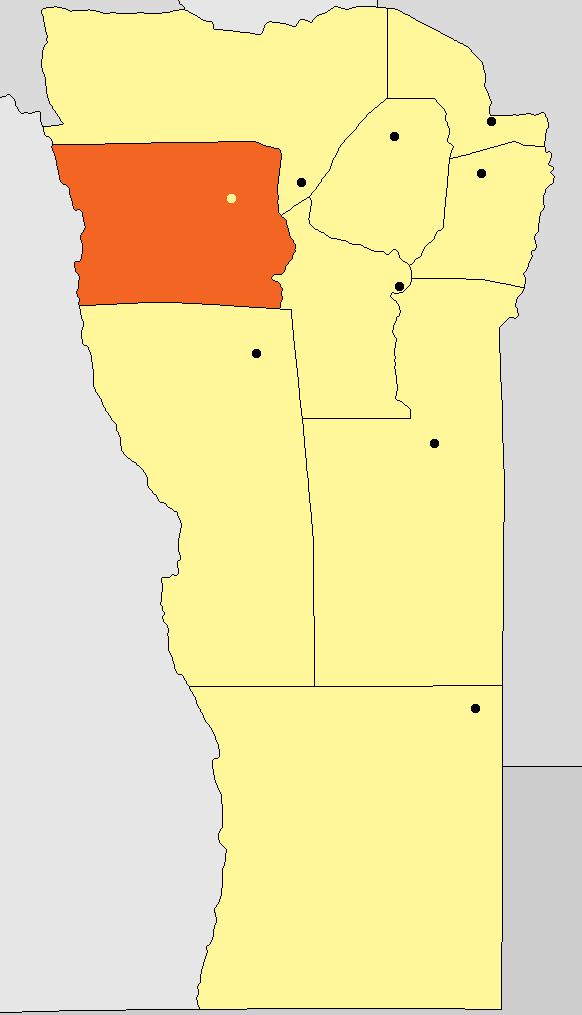
Localisation de la ville dans la province

## Situation
Elle se trouve au nord-ouest de la province, à 74 km au nord de la capitale San Luis. On y accède par la route nationale 147.

## Population
Elle comptait 196 habitants en 2001, ce qui représentait une hausse de 14 % par rapport aux 172 recensés en 1991.

## Sites touristiques
Le barrage où l'on pratique la pêche sportive, a été construit sur le río Amieva en 1955. C'est une rivière dont les sources se trouvent dans la « Pampa de los Corrales », sur le versant oriental du cerro Monigote. Il traverse une zone montagneuse par la quebrada homonyme et se jette dans le lac de retenue.